# Niski Weld

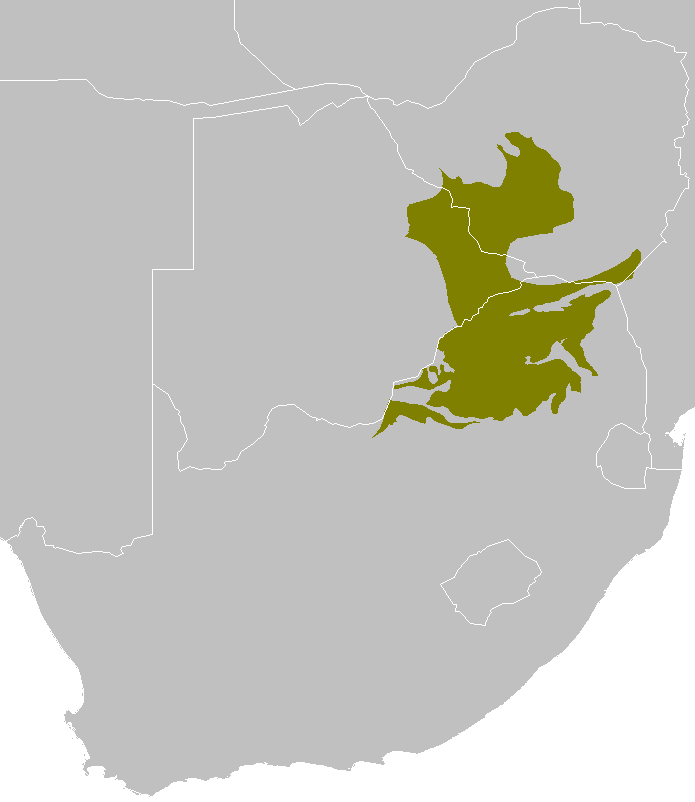
Zasięg regionu

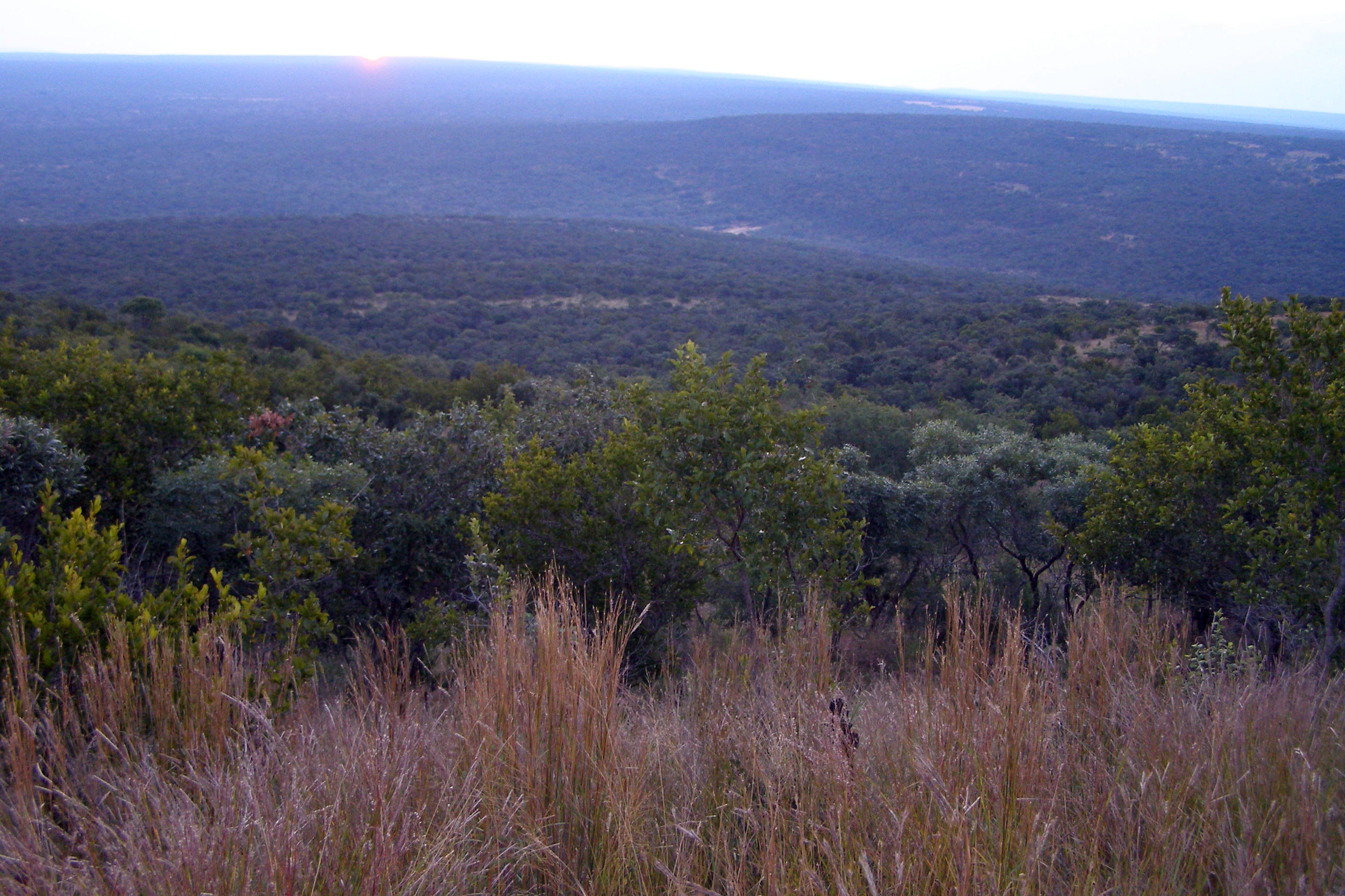
Krajobraz Niskiego Weldu

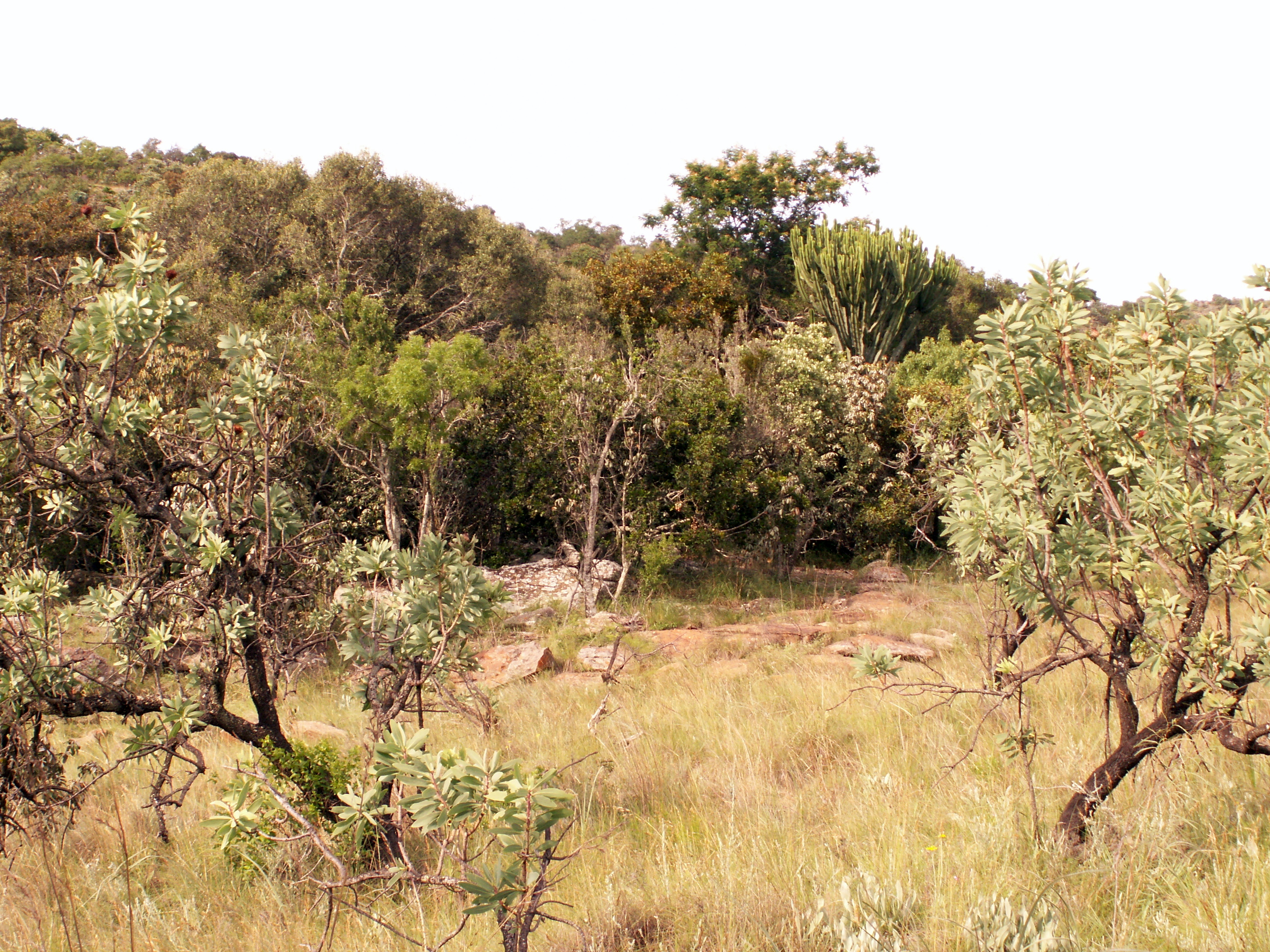
Krajobraz Niskiego Weldu

Niski Weld (ang. Bushveld, afrikaans Bosveld) – kraina geograficzna w Afryce Południowej, obejmująca sawanny większości Prowincji Limpopo i Prowincji Północno-Zachodniej w Południowej Afryce wraz z przyległymi terenami zachodniej Botswany i południowego Zimbabwe.

## Geografia
Obszar regionu jest wyżynny z wysokością bezwzględną między 750 a 1400 m n.p.m. Roczne opady sięgają od 350 mm na zachodzie do 600 mm na niektórych obszarach na północnym wschodzie. Przez region przebiegają trzy główne łańcuchy górskie:
- Góry Smocze, tworzące wschodnią granicę regionu na odcinku od Tzaneen na północny do Belfastu południu,
- Waterberg, rozciągający się między Makopane na wschodzie a Thabazimbi na zachodzie,
- Soutpansberg na północ od Louis Trichardt – najdalej na północ wysunięte pasmo górskie RPA

## Flora i fauna
Na porośniętych sawanną obszarach wyżyny występują także gęste zagajniki drzew i wysokich krzewów. Tutejsze trawy są zwykle wysokie i przebarwiają się na żółto lub brązowo podczas zimy, która jest porą suchą na przeważającym obszarze Republiki Południowej Afryki. Zachowane w nienaruszonym stanie środowisko naturalne pozwala żyć tutaj dużym gatunkom ssaków, takim jak nosorożec biały, nosorożec czarny, żyrafa, gnu pręgowane, kudu, impala i różnorodne inne gatunki antylop.

## Geologia
Niski Weld jest jednym z najbogatszych w minerały regionów świata. Występują tu jedne z największych na świecie złóż andaluzytu, chromu, fluorytu, a także platyny i wanadu.

## Gospodarka rolna
Ponieważ większość regionu jest sucha, hoduje się tu przeważnie bydło, a uprawy ograniczają się do odpornych na suszę gatunków zbóż, takich jak sorgo czy proso, zwykle na nawadnianych polach.